# Wolf Henzler
Pour les articles homonymes, voir Henzler.
Wolf Henzler, né le 5 avril 1975, est un pilote automobile allemand. 
Il est le neveu d'Helmut Henzler, autre coureur automobile.

## Palmarès
- Formule 3
  - Participation au Championnat d'Allemagne de Formule 3 de 1994 à 1998
  - Quatre victoires
  - 3e du championnat en 1998
  - Participation au Grand Prix de Monaco de Formule 3 en 1996 et 1997
  - 2e en 1997

- Porsche Carrera Cup Allemagne
  - Participation de 2001 à 2004
  - une victoire en 2004
  - Vice-champion en 2004

- Porsche Supercup
  - Participation de 2000 à 2004
  - Quatorze victoires
  - Vice-champion en 2003 et champion en 2004

- SCCA World Challenge
  - Participation de 2004 à 2006
  - Deux victoires dans la catégorie GT en 2005

- American Le Mans Series
  - Participation de 2005 à 2011
  - Cinq victoires en catégorie GT2
  - Champion dans la catégorie GT2 en 2008
  - Vainqueur des 12 Heures de Sebring dans la catégorie GT2 en 2008

- Rolex Sports Car Series
  - Participation de 2005 à 2011
  - Cinq victoires en catégorie GT
  - Vice-champion dans la catégorie GT en 2006
  - Vainqueur des 24 Heures de Daytona dans la catégorie GT en 2011
  - Vainqueur des 6 Heures de Watkins Glen dans la catégorie GT en 2006

- 24 Heures du Mans
  - Participation de 2008 à 2010
  - Vainqueur de la catégorie GT2 en 2010

- Vainqueur des 24 Heures de Spa en 2010
- Vainqueur de la Porsche Cup en 2006

## Résultats aux 24 Heures du Mans
| Année | Voiture                   | Équipe                 | Équipiers                            | Résultat                |
| ----- | ------------------------- | ---------------------- | ------------------------------------ | ----------------------- |
| 2008  | Porsche 911 GT3 RSR (997) | Team Felbermayr-Proton | Horst Felbermayr, Sr. / Alex Davison | 27e                     |
| 2009  | Porsche 911 GT3 RSR (997) | Team Felbermayr-Proton | Marc Lieb / Richard Lietz            | ABD.                    |
| 2010  | Porsche 911 GT3 RSR (997) | Team Felbermayr-Proton | Marc Lieb / Richard Lietz            | 11e et vainqueur en GT2 |
| 2011  | Porsche 911 GT3 RSR (997) | Team Felbermayr-Proton | Marc Lieb / Richard Lietz            | 16e                     |